# Mã tiền
Mã tiền (danh pháp hai phần: Strychnos nux-vomica) là một loài cây gỗ thường xanh bản địa Đông Nam Á, thành viên của họ Loganiaceae. Nó là cây gỗ kích thước trung bình, có thể cao tới 25 m, mọc tại các môi trường sinh sống thưa cây cối tới độ cao 1.200 m. Lá của nó hình trứng kích thước 5 x 9 cm (3,5 x 2 inch). Khi ở Việt Nam cây còn có tên là Củ Chi, Cổ Chi, Hoàng Đàn, hay Võ Doản,.v.v.

## Mô tả
Các cành nhỏ không lông hoặc có lông tơ. Ra hoa từ mùa xuân tới mùa hè.
Trong tất cả các bộ phận của cây Củ Chi, từ thân, lá, hạt, đến vỏ... đều chứa hàm lượng chất ancaloit có độc tính cao như strychnin (C21H22N2O2) và brucin (C23H26N2O4) được sử dụng trong y học. Đây là loại chất cực độc, chỉ cần một lượng rất nhỏ là đủ làm tê liệt tất cả mọi hoạt động của một cơ thể khỏe mạnh, khiến người bị nhiễm độc bị trụy tim mạch rồi tử vong tức khắc. Cây cũng chứa ancaloit khác như colubrin và vomicin, được chiết ra từ hạt bên trong quả mọng hình tròn có màu từ xanh tới da cam. Hạt của nó chứa khoảng 1,5% strychnin, còn hoa khô chứa khoảng 1,023 %. Tuy nhiên, ngay cả vỏ cây cũng chứa các hợp chất độc, bao gồm cả brucin.
Cây Củ Chi lại rất khó trồng, tỉ lệ này mầm rất thấp, cứ 1000 hạt thì chỉ có khoảng 5 – 7 hạt có thể nảy mầm thành cây. Cũng vì lý do này mà Củ Chi ngày càng khan hiếm, đồng nghĩa với việc giá trị kinh tế của loài cây kịch độc này lại được nâng cao.

## Tác dụng chữa bệnh
Hạt và vỏ cây Củ Chi sau khi chế biến đem ngâm rượu, sẽ thành loại thuốc xoa bóp trị được bệnh đau lưng, nhức mỏi vô cùng công hiệu...
Độc tính của Củ Chi nếu dùng với liều lượng thích hợp, có thể kích thích dây thần kinh, điều hòa hoạt động thần kinh, đặc biệt là hệ thần kinh tủy, lại có tác dụng khai thông vị giác, tốt cho tiêu hóa.

## Tại Việt Nam
Hiện nay, huyện Củ Chi đã chủ động khôi phục loài cây này bằng cách trồng thử nghiệm khoảng 50 cây Củ Chi tại rừng di tích Bến Đình. Nhưng sau 10 năm, cây chỉ mới có đường kính khoảng 15 cm và có dấu hiệu chậm lớn.

### Những câu chuyện thêu dệt
Cây được mệnh danh là cây "tử thần", bởi cây Củ Chi mang độc tính mạnh đến mức chỉ cần một lượng nhỏ chất độc từ bất kể bộ phận nào của nó, đều có thể khiến một người khỏe mạnh ngã ra chết ngay. Hàng loạt cái chết "bất đắc kỳ tử" liên quan đến cây Củ Chi, đã khiến người dân thêu dệt vô số câu chuyện hoang đường về loài cây kịch độc này. Có rất nhiều người tìm đến chất kịch độc của Củ Chi để tự vẫn, nên nghiễm nhiên lời đồn về loài cây có khả năng khiến người ta tìm đến cái chết lại càng thuyết phục hơn.
Người dân địa phương vẫn thường truyền tai nhau về những cái chết không lời giải đáp bởi loài cây được mệnh danh là "tử thần". Như chuyện đôi tình nhân cùng gục chết dưới gốc cây Củ Chi ở đầu làng. Tương truyền, xưa kia, khi Củ Chi còn thuộc huyện Bình Dương, trấn Phiên An (sau là tỉnh Gia Định), quan sở tại đất này đã từng rất đau đầu vì cái chết bí ẩn của đôi tình nhân dưới gốc Củ Chi. Sau đó, hai bên gia đình tìm được thư tuyệt mệnh của đôi trai gái thì vụ án mới có lời giải đáp. Vì bị cha mẹ cấm cản chuyện hôn nhân, cả hai đã tìm đến cây Củ Chi rồi ăn thứ lá cây kịch độc này để cùng chết. Từ đó, gốc cây "tử thần" còn bị hàm oan là cây "ma ám", bởi người ta đồn rằng, nửa đêm thanh vắng hay chạng vạng chiều tà, có tiếng ai oán, sầu thảm của vong hồn đôi trai gái lụy tình văng vẳng từ ngọn cây Củ Chi lan ra khắp làng mạc.
Người dân địa phương sợ gốc cây này lắm, hay đồn là có tiếng khóc, có bóng người trên cành cây. Nhưng thực tế không như vậy mà để trẻ em, người dân xung quanh biết sợ tránh xa gốc cây ra. Nếu lỡ người nào nào không biết, ăn nhằm phải lá hay trái của cây ngộ độc là chết oan mạng.

### Lịch sử
Trong quá khứ, tại Củ Chi hiện nay là rừng cây Củ Chi bạt ngàn, cũng chính vì thế, cây đã trở thành tên đất Khi cây Củ Chi nhiều, người dân cưa về đóng giường, đóng phản nằm. Tuy nhiên do bất cẩn liếm phải gỗ là cứng lưỡi, cứng họng tức thì. Củi cây đốt lên, khói bay khiến cả khu dân cư hôn mê ngay nên rất nguy hiểm. Về sau, do độc tính của cây Củ Chi quá mạnh, gây nguy hiểm cho tính mạng của nhiều người, nên dân địa phương đã chặt bỏ hết. Bây giờ cây là vị thuốc quý đang trên đà tuyệt chủng. Đến nay, tại miền đất phía tây bắc Sài Gòn, chỉ còn sót lại duy nhất một gốc Củ Chi tại xã Phú Hòa Đông, huyện Củ Chi.

## Thư viện ảnh

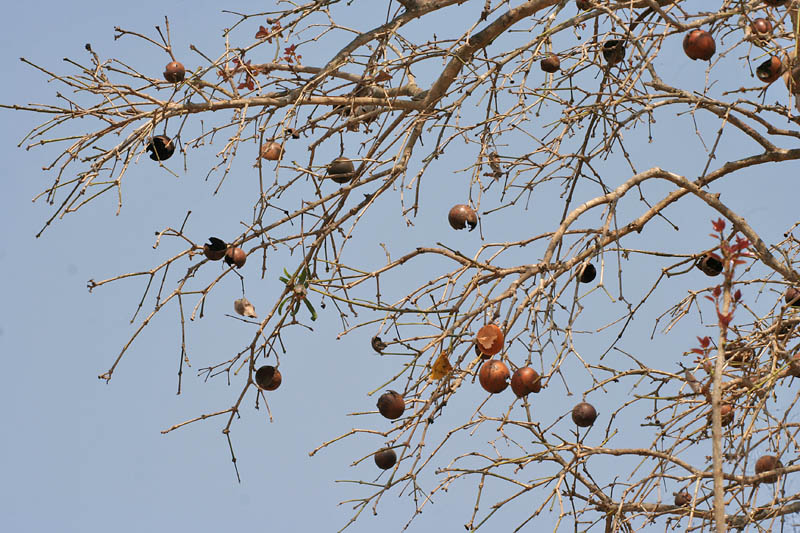
Mã tiền tại Khu bảo tồn sinh vật hoang dại Kinnerasani, Andhra Pradesh, Ấn Độ.
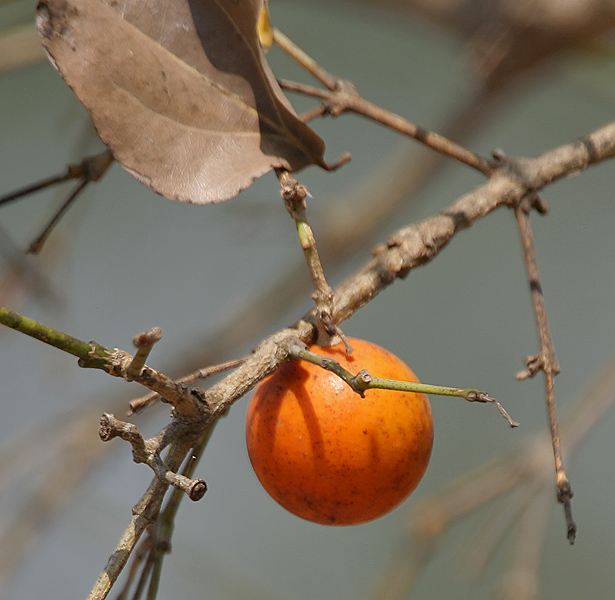
Mã tiền tại Khu bảo tồn sinh vật hoang dại Kinnerasani, Andhra Pradesh, Ấn Độ.
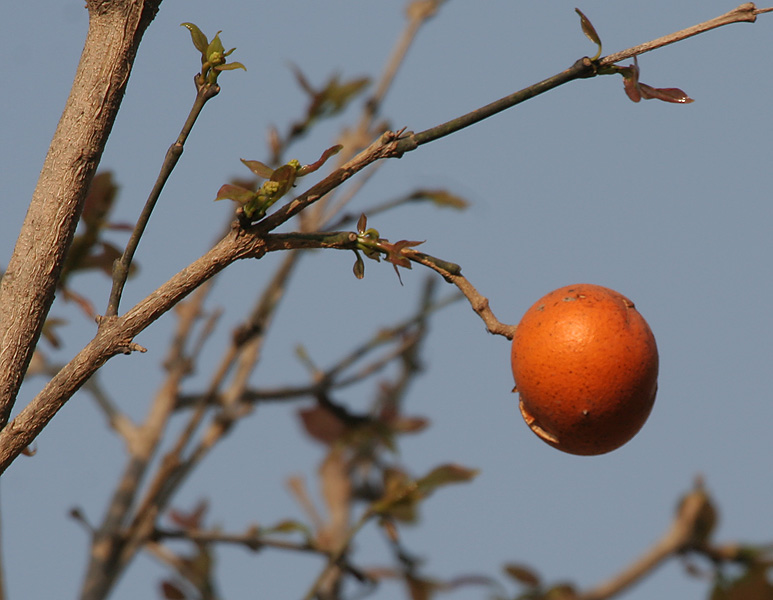
Mã tiền tại Khu bảo tồn sinh vật hoang dại Kinnerasani, Andhra Pradesh, Ấn Độ.
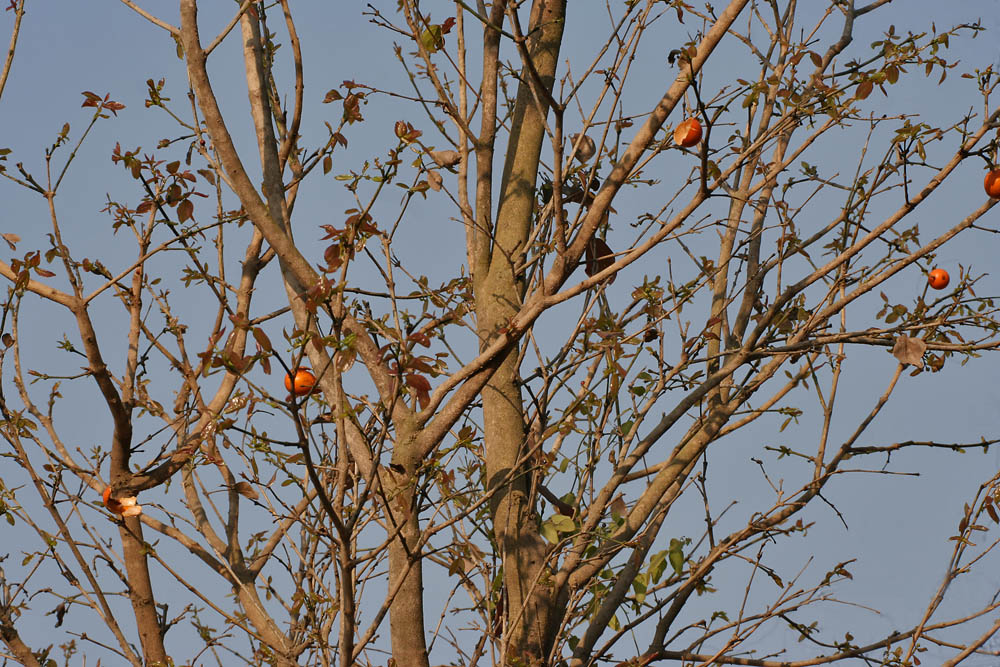
Mã tiền tại Khu bảo tồn sinh vật hoang dại Kinnerasani, Andhra Pradesh, Ấn Độ.
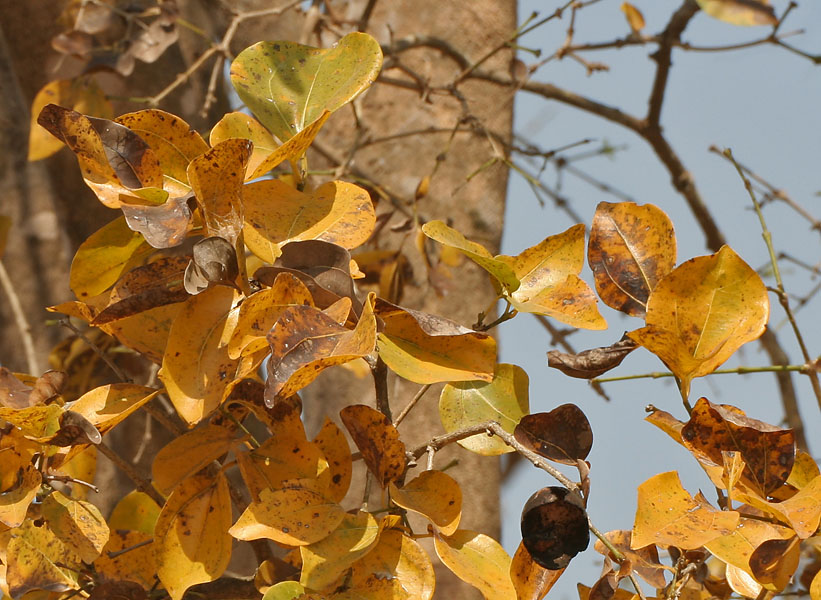
Mã tiền tại Khu bảo tồn sinh vật hoang dại Kinnerasani, Andhra Pradesh, Ấn Độ.
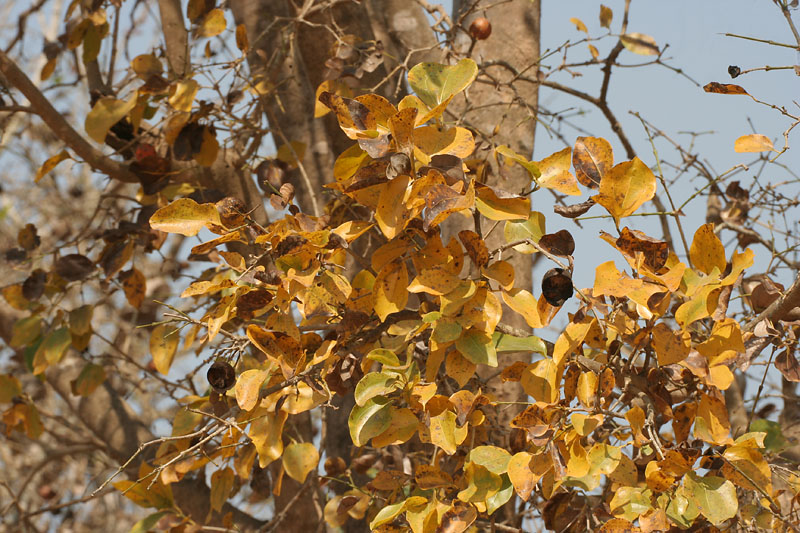
Mã tiền tại Khu bảo tồn sinh vật hoang dại Kinnerasani, Andhra Pradesh, Ấn Độ.
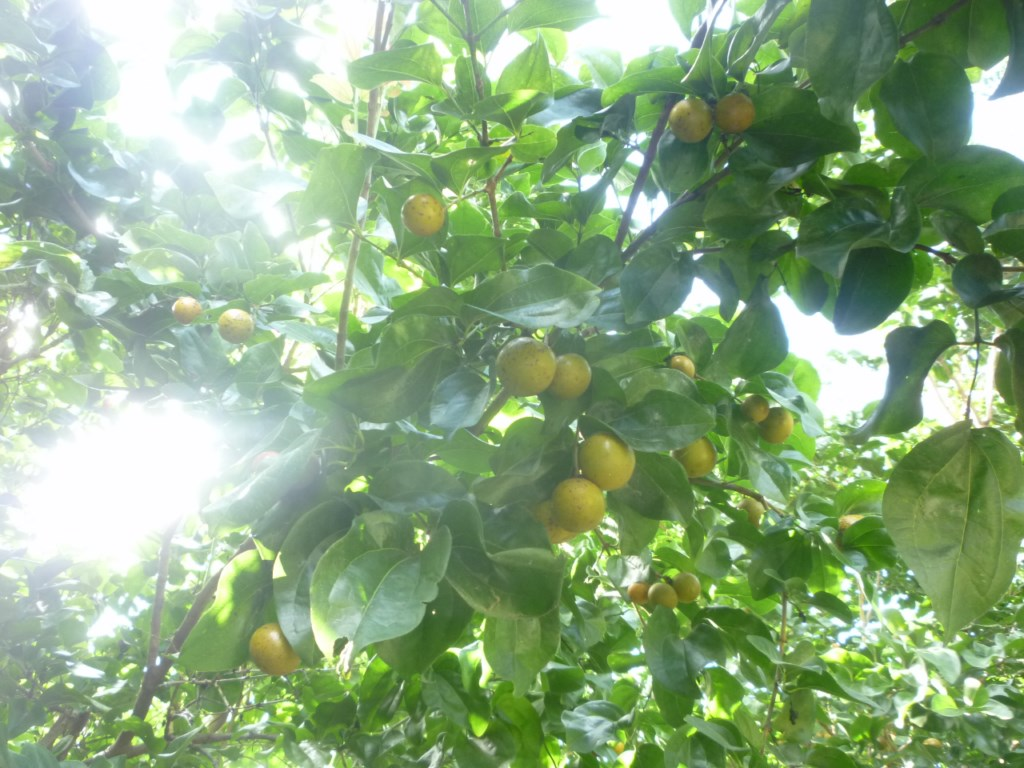
Cây Mã Tiền này ở Vườn Quốc gia Núi Chúa,Vĩnh Hy, Ninh Hải, Ninh Thuận
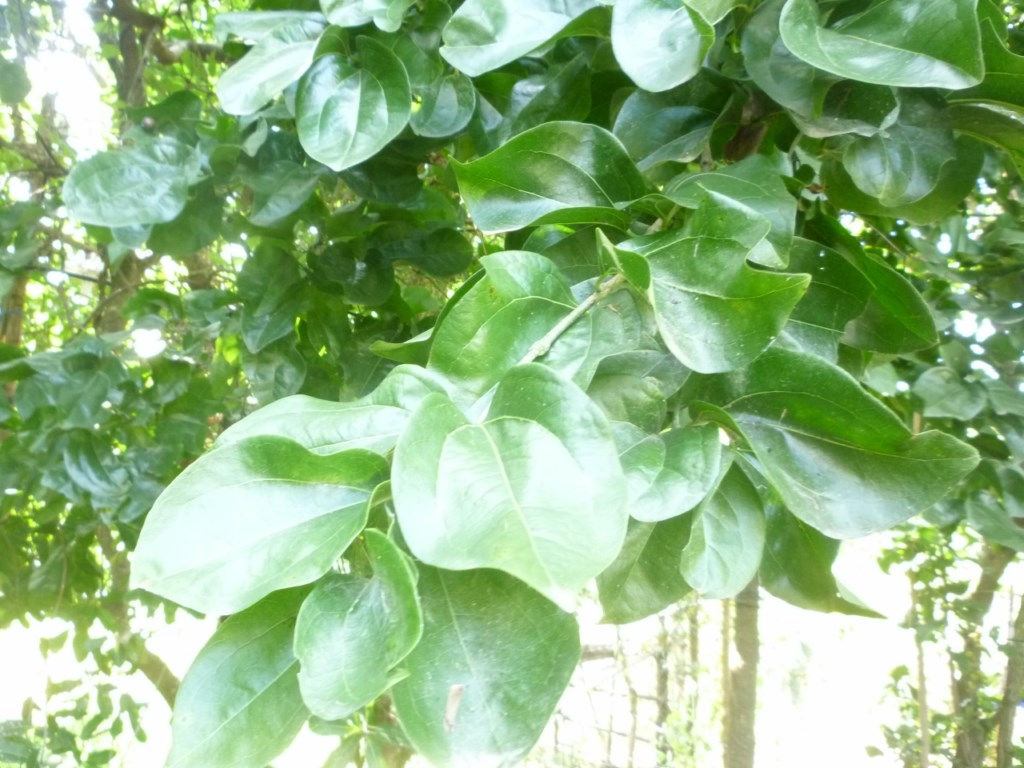
Lá của loại cây Mã Tiền ở Vườn Quốc gia Núi Chúa,Vĩnh Hy, Ninh Hải, Ninh Thuận